# 祁県
祁県（き-けん）は中華人民共和国山西省晋中市に位置する県。

## 地理
山西省中部の太原盆地にあり、汾河の東岸に位置する。2,500有余年の歴史のある古都で、1994年には国家歴史文化名城にも指定された。同じく国家歴史文化名城に指定されている平遥県とは相隣している。県人民政府は昭余鎮にある。

## 歴史
祁県の古称は昭余（昭餘）と称され、春秋時代には晋の大夫の祁奚の食邑となり祁邑と称されていた。前514年に祁県が設置されて以来の歴史を持つ。漢代に北方民族（胡人）が侵入すると匈奴五部の駐屯地の一つとされた。
金代には祈県と改称されたが、元朝が成立すると再び祁県とされている。
清末には「晋商」と称される山西商人が中国全土で活動した。祁県は隣接する平遥県および太谷区同様、晋商の本拠地として清朝における金融の中心地として栄え、当時は「金太谷、銀祁県、銅平遥」と称されている。

## 行政区画
- 県級開発区:昌源城区、丹楓城区、麓台城区
- 鎮:昭余鎮、東観鎮、古県鎮、賈令鎮、城趙鎮、来遠鎮
- 郷:峪口郷

## 経済
鉄道では同蒲線が県内を斜めに貫く。県内の土地は肥沃で水源も充足しており、穀物の生産が盛ん。主要な作物にはコムギ、トウモロコシ、コーリャンなどがある。特産品にはクルミとリンゴがあり、中国国内でも有名である。
祁県の産業は農業のほか、ガラス製品業がある。吹制玻璃（吹きガラス）の生産量は中国でも最大で、北アメリカなど国外にまで輸出されている。

### 出身者
祁県では古来より有名人が輩出されてきた。祁県出身の文人・政治家で有名な人物には、晋の七大家族の一つ出身の祁奚、後漢末の王允、東晋の名宰相の温嶠、『大唐創業起居注』の著者の温大雅、唐代の詩人で「詩仏」と称される王維、晩唐の詩人で「花間派」の創始者である温庭筠などがいる。太原府の人とされる羅貫中は本来の出生地は不明であったが、県内の河湾村から家譜と印章が発見されたため祁県出身の可能性が指摘されている。
また武人では南北朝時代の南朝宋の名将で劉裕の重臣でもあった王玄謨、南朝梁の将軍で侯景の乱を鎮圧したものの陳の太祖陳霸先との争いに敗れた王僧弁、唐代の辺境防衛の功臣で西北四鎮の節度使を兼任した王忠嗣、唐代の西北節度使で吐蕃と戦った王方翼などがいる。
明清以来、山西商人（晋商）が太原盆地周辺を拠点に中国各地で活躍した。多くの金融商人を輩出した隣の平遥県同様、祁県でも金融商人が現われた。清末には喬致庸や渠本翹など、祁県出身の晋商が繁栄しその邸宅は現在も祁県に残されている。

## 名所と文化

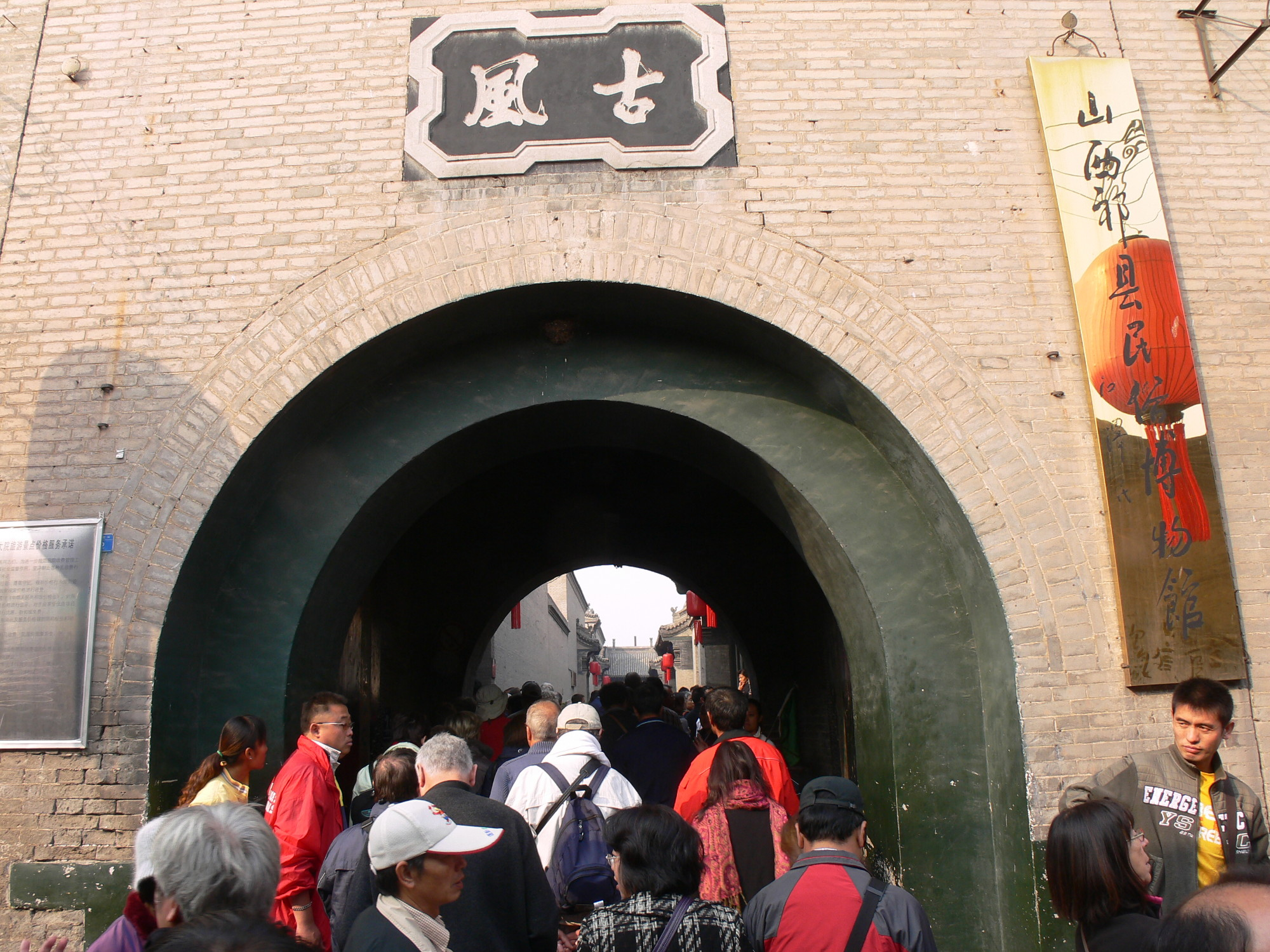
喬家大院

祁県県城は北魏時期に建てられた城郭都市がもとになっている。十字に交わる街路を中心とし、縦横に三十二本の街路が交錯した都市計画は現在に至るまでよく保存されている。街路・民家・商店・寺廟などは明清時代の風貌を残し、当時の街並みや歴史を知る上で価値が高い。
城内外には1,000か所以上の民家や邸宅が残るが、その中でも祁県県城の北東、太谷県との中間の喬家堡村にある喬家大院という大邸宅は有名である。1992年の張芸謀の映画『紅夢』（原題：大紅灯籠高高掛）や、2005年のテレビドラマ『喬家大院』の舞台ともなった喬家大院は、清の乾隆年間に建てられた晋商の喬家の邸宅で、清末期に金融商人として活躍した喬致庸の代に大規模に増築された。レンガ造りと木造の建築の集合体であり、個々の建築が「囍」の字形をなすように配置され、建築の美観や精緻さは非常に価値が高い。また県城の東部にも渠家大院という晋商の邸宅がある。邸宅の中には舞台もあり、現在は晋商文化博物館となっている。
祁県では晋劇と呼ばれる演劇が盛んである。庶民が自作自演をし、晋語并州方言（声調が五つある）で演じられている。また祁太秧歌と呼ばれる、祁県・太谷県一帯の民謡も取り入れられている。